# Acquisto d'impulso
L'acquisto d'impulso è un acquisto non programmato ovvero effettuato in funzione di uno stimolo improvviso che non tiene conto della convenienza e dell'utilità. La terminologia correlata prevede espressioni come impulse goods (beni di impulso), compratore impulsivo (persona che compra casualmente un prodotto appena lo vede, senza averne programmato l'acquisto), impulse sales (vendite provocate da acquisti d'impulso).
È un comportamento ampiamente studiato da sociologi, esperti di marketing, esperti di progettazione dei negozi e di comportamento d'acquisto.
Esso ha ad oggetto una categoria specifica di beni di largo consumo, con particolare enfasi nel comparto alimentare quali ad esempio caramelle, gelati, cioccolata, etc.
I prodotti d'acquisto d'impulso si trovano generalmente in prossimità delle casse pagamento di bar, supermercati e autogrill, o sui passaggi di entrata/uscita. Si tratta di beni che non vengono cercati specificatamente dai consumatori. Essi hanno un'area di mercato non definibile e sono localizzati nell'ambito del flusso di clientela che è generato dagli altri beni.

## Elemento psicologico
L'acquisto d'impulso è sempre determinato da motivi irrazionali ben codificati (orgoglio, affetto, emulazione, paura) anche se vengono quasi sempre giustificati da motivi razionali.
Proprio per questo, cioè perché non sono frutto di attività razionale e ponderazione, gli acquisti d'impulso sono spesso quelli a maggior rischio di pentimento. Ci si lascia incantare dal momento, dai colori, dal prezzo conveniente per poi ritrovarsi ad aver acquistato una merce di "breve soddisfazione". È il classico dilemma di Ulisse incantato dalle sirene.
Come evitare questi rischi? Per i sociologi, esiste una regola aurea da tenere sempre a mente: "rimanda sempre di 24 ore ogni decisione di acquisto". Nel momento in cui si sente l'impulso a comprare, potrebbe essere la conseguenza di una campagna pubblicitaria particolarmente riuscita nel target, in grado di "indurre" a compiere una scelta d'acquisto d'impulso, ossia senza pensare troppo.
Nonostante le associazioni dei consumatori si impegnino molto per avere una clientela "avvertita", alla fine quello che prevale sempre è il cosiddetto acquisto d'impulso. Chiunque può fare la prova. Si compila, prima, la famosa lista della spesa. Si prende il carrello, e alla fine, nel carrello è finita una quantità nettamente superiore di prodotti. Secondo un'indagine, solo il 19 per cento di chi fa la lista compra solo i prodotti della lista. Il resto compra un sacco di altre cose. Perché viene attirato dal prodotto sullo scaffale, perché si ricorda solo lì davanti di un prodotto mancante, perché a volte sente un irresistibile impulso.

## Il ruolo della confezione
Oltre che essere la normale confezione di un prodotto, l'imballaggio è diventato, nel corso degli anni e con l'evolvere delle strategie di vendita, vero e proprio soggetto di comunicazione: un imprinting positivo.
Tramite l'imballaggio, una determinata marca X si presenta al pubblico carica delle sue caratteristiche, delle sue promesse, del suo fascino. Sempre di più l'acquisto d'impulso regola il comportamento dei clienti e buona parte di questi impulsi vengono catalizzati dai colori, dalla forma e dai materiali che avvolgono i prodotti. Un'azione sinergica di pubblicità e packaging aumenta l'efficacia dell'espressione finale del Marchio/Prodotto, arriva al cuore del cliente, suscita emozione, lo persuade ad acquistare.

## L'acquisto d'impulso di animali domestici
Anche acquistare un animale domestico dovrebbe essere sempre un'azione, alla quale si giunge solo dopo aver studiato il comportamento e le abitudini dell'animale.
Spesso l'acquisto è d'impulso catalizzato dall'aspetto dell'animale stesso, ma successivamente lo stesso richiede tempo e cure oltre modificare le abitudini casalinghe, il tutto con il rischio che vi possa essere pentimento nell'acquisto fatto; ciò contribuisce al fenomeno dell'abbandono.

## I distributori automatici

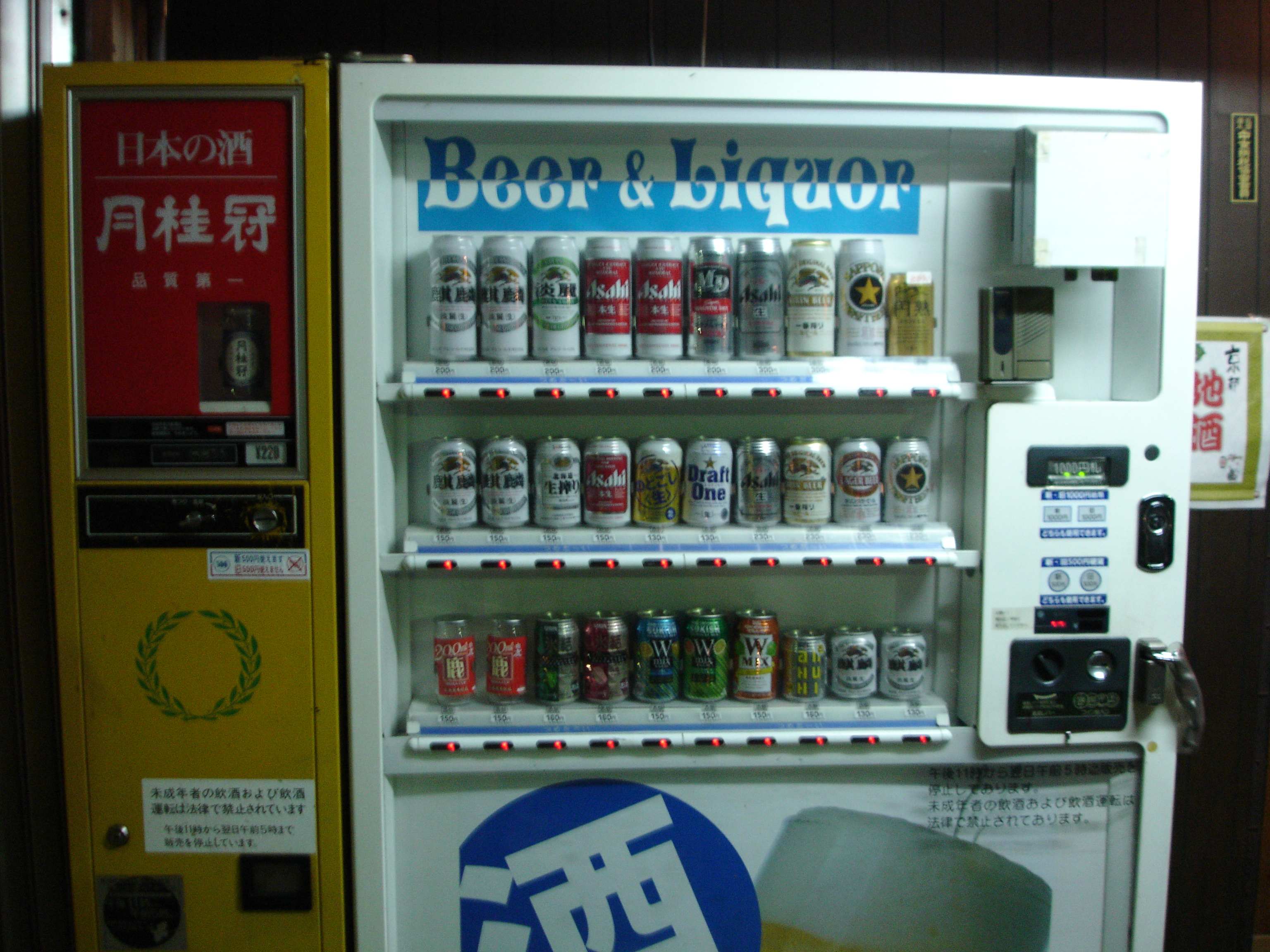
Distributore automatico bibite

I distributori automatici sono l'archetipo dell'acquisto di impulso. All'aeroporto di Atlanta (USA) si trova un distributore automatico di iPod, cioè un distributore automatico uguale a quelle macchinette dalle quali si comprano le bottigliette di acqua o le sigarette, solo che in questo caso si compra un iPod.
La tecnologia M2M (con Siemens leader di mercato) già oggi permette di controllare a distanza i distributori automatici. Un partner di SonyEricsson ha ideato una macchina da caffè controllata a distanza tramite il cellulare: se finisce il caffè, se si guasta, se la gettoniera è piena, arriva via SMS un avviso al manutentore che intervenendo tempestivamente diminuisce i tempi di fermo dell'apparecchio.

## Tutela giuridica
Il Codice del consumo, approvato con Decreto legislativo 6 settembre 2005, n. 206, all'art. 51 esclude espressamente l'applicazione delle norme poste a tutela del consumatore ai casi di vendita istantanea attraverso distributori automatici. Chi acquista prodotti utilizzando i distributori automatici non può esercitare diritto di recesso, non può reclamare sull'assenza di prezzo esposto (art. 16 del Codice dei consumatori), non può restituire il bene acquistato.
Assenza di tutela si registra anche nel caso di acquisti (di abbonamenti, schede telefoniche, servizi telefonici, ecc.) conclusi con gli operatori delle telecomunicazioni impiegando telefoni pubblici.
Diverso è il caso dell'acquisto, pure d'impulso, relativo però a prodotti o beni provenienti da punti vendita (anche della grande distribuzione).
In questi casi, il consumatore insoddisfatto può:
- denunciare all'Autorità Garante della concorrenza e del mercato, anche tramite associazione di consumatori, la pubblicità ingannevole relativamente ad un prodotto acquistato (anche d'impulso, la norma non richiede una programmazione degli acquisti!) e non corrispondente alle qualità pubblicizzate (art. 26 del Codice dei consumatori);
- invocare la tutela del consumatore in materia di televendite, prevista agli art. 28 e seguenti del Codice dei consumatori;
- avvalersi della tutela predisposta per i beni e prodotti acquistati (anche d'impulso) in area pubblica o aperta al pubblico, mediante la sottoscrizione di una nota d'ordine, comunque denominata (è il caso degli acquisti incauti di enciclopedie, libri, ecc.), che prevede l'esercizio del diritto di recesso.